# رنه کرهین
رنه کرهین (اسلوونیایی: Rene Krhin؛ زادهٔ ۲۱ مهٔ ۱۹۹۰) بازیکن فوتبال اهل اسلوونی است.
وی همچنین در تیم ملی فوتبال اسلوونی بازی کرده‌است.